# Kultur Shock
Kultur Shock je pank bend iz Sijetla, koji je prepoznatljiv po izvođenju pank muzike sa tradicionalnom balkanskom muzikom.

## Istorija benda
Aktivan od 1996. godine, Kultur Shock kombinuje balkansku narodnu muziku sa pankom, metalom i rokom. Njeni članovi su iz Bosne, Bugarske i Sjedinjenih Država. Grupa je izdala čak 11 albuma i izvela preko 1.500 nastupa širom Sjedinjenih Država i Evrope.
Kultur Shock potpisao je za izdavačku kuću Bill Gould's KoolArrow od 2001. do 2006. godine i izdao je tri albuma za izdavačku kuću: FUCC the INS, Kultura-Diktatura i We Came to Take Your Jobs Away.
Bend se definiše kao "živi bend imigranata plavih okovratnika".

## Članovi benda
- Srđan Đino Jevđević (Bosna i Hercegovina) — vokal, tarabuka, truba
- Val Kiosovski (Bugarska) — gitara, vokal
- Meti Nobl (SAD) — violina, vokal
- Kris Stromkvist (SAD) — bubanj
- Gaj Majkl Dejvis (Indonezija) — bas gitara
- Ejmi Denio (SAD) — klarinet, saksofon, vokal

## Diskografija
- Live in Amerika (1999), Pacific Records
- FUCC the I.N.S. (2001), Koolarrow Records
- Kultura-Diktatura (2004), Koolarrow Records
- We Came to Take Your Jobs Away (2006), Koolarrow Records
- Live in Europe (2008), Kultur Shock Records
- Integration (2009), Kultur Shock Records
- Ministry of Kultur (2011), Kultur Shock Records
- Tales of Grandpa Guru, Vol. 1 (2012), Kultur Shock Records
- IX (2014), Kultur Shock Records
- Live at Home (2015), Kultur Shock Records
- Tales of the Two Gurus, Vol. 2 (2016), Kultur Shock Records (with Edo Maajka)
- D.R.E.A.M (2019)[6]

## Spoljašnje veze
- Official Web Site
- Band's page na Koolarrow Records sajtu
- Kultur Shock, Osijek (5.12.2009) - photo gallery
- Kultur Shock at Maymunarnika (09.08.2016) - Photo gallery